# Potira
Potira (do tupi Potyra, "Flor") é uma figura representativa da mitologia indígena brasileira. Seu nome é associado a histórias e lendas que exaltam o amor, a fidelidade e a conexão com a natureza, simbolizando a essência dos povos originários. Embora não haja registros históricos sobre Potira como uma figura real, sua história tornou-se um símbolo cultural no Brasil.

## Biografia
Potira é conhecida principalmente por sua presença em uma lenda amplamente narrada no folclore brasileiro. Segundo o conto, Potira era uma jovem índia reconhecida por sua beleza e bondade, que vivia em uma tribo à beira de um grande rio. Ela amava profundamente o guerreiro Itajubá, que partiu para defender sua tribo em uma guerra.  
Enquanto esperava pelo retorno de Itajubá, Potira dedicava seus dias à beira do rio, entoando cânticos de amor e saudade. Ao saber da morte de seu amado em combate, Potira chorou intensamente. Suas lágrimas, puras e constantes, formaram um riacho cristalino que ainda hoje é associado ao seu sacrifício e à força de seu amor.  

## Simbolismo
A figura de Potira representa temas como amor eterno, conexão com a natureza e resiliência diante da perda. Sua história é amplamente interpretada como uma metáfora para a interação dos povos indígenas com o ambiente natural, destacando a espiritualidade e os valores comunitários.  
No contexto literário e artístico, Potira é frequentemente retratada como um arquétipo da mulher indígena idealizada, sendo um exemplo de força e dedicação.  

## Influência na Cultura Popular
Potira é citada em diversas manifestações culturais, incluindo obras literárias, músicas e artes visuais. Seu nome é utilizado para denominar escolas, ruas e instituições que buscam homenagear e preservar a memória dos povos indígenas.  
Na educação brasileira, a lenda de Potira é amplamente ensinada, promovendo reflexões sobre a importância da preservação cultural e ambiental.  

## Memória
Apesar de ser uma personagem mitológica, Potira é lembrada como símbolo da riqueza cultural dos povos indígenas. Sua lenda continua a inspirar projetos e iniciativas voltadas à valorização da herança indígena no Brasil.  